# Цивільна гвардія (Іспанія)
Цивільна гвардія (ісп. Guardia Civil  ;[ˈɡwaɾðja θiˈβil]) — найстаріший правоохоронний орган Іспанії та одна з двох національних поліцейських сил. Будучи національною жандармерією, вона має військовий характер і відповідає за цивільну поліцію під керівництвом як Міністерства внутрішніх справ, так і Міністерства оборони. Роль Міністерства оборони обмежена, за винятком часів війни, коли Міністерство має виключні повноваження. Корпус розмовно відомий як benemérita (авторитетний). У щорічних опитуваннях іспанці загалом вважають національну установу, яку найбільше цінують, а за нею йдуть інші правоохоронні органи та збройні сили.
Він відіграє регулярну національну роль, виконує певні іноземні миротворчі місії та є частиною Європейських сил жандармерії. Будучи національною жандармерією, Цивільна гвардія була створена за зразком Національної жандармерії Франції та має багато подібностей.
У рамках своїх повсякденних обов’язків Цивільна гвардія патрулює та розслідує злочини в сільській місцевості, включаючи автошляхи та порти, тоді як Національна поліція займається безпекою в міських ситуаціях. У більшості міст також є муніципальна поліція. Ці три сили на національному рівні координуються Міністерством внутрішніх справ. Громадянська гвардія зазвичай дислокується в casas cuartel, які є як невеликими житловими гарнізонами, так і повністю обладнаними поліцейськими дільницями.

## Історія
Громадську гвардію було засновано як національну поліцію в 1844 році під час правління королеви Іспанії Ізабелли II 2-м герцогом Ахумадою і 5-ю маркізою Амарільясою, нащадком імператора ацтеків Моктесуми II в 11-му поколінні. Раніше за правоохоронні органи відповідало «Святе братство», організація муніципальних ліг. Корупція була поширеною в Братстві, де чиновники постійно підлягали місцевому політичному впливу, а система була в основному неефективною за межами великих міст. Злочинці часто могли уникнути правосуддя, просто переїжджаючи з одного району в інший. Перша поліцейська академія Guardia була заснована в місті Вальдеморо, на південь від Мадрида, в 1855 році. Випускникам давали відомий нині трикутний або кавалерський капелюх Guardia як частину їхньої парадної форми. 

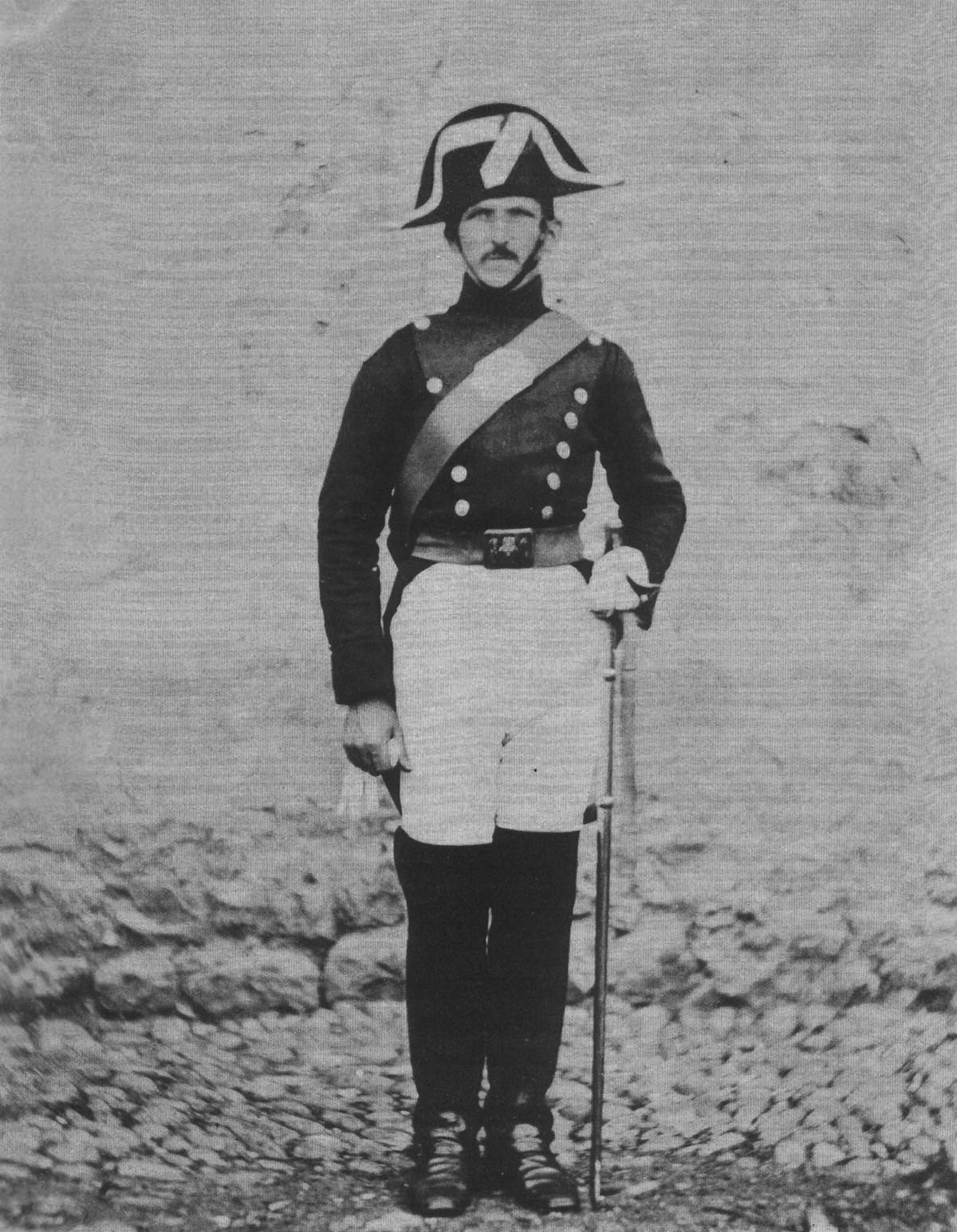
Перша в історії фотографія Guardia Civil, зроблена десь між 1855 і 1857 роками в Рейносі, Іспанія.

Спочатку Гвардії було доручено покласти край грабежам на національних дорогах, особливо в Андалусії, яка стала сумно відомою численними пограбуваннями та крадіжками бізнесменів, торговців, мандрівників і навіть іноземних туристів. Бандитизм у цьому регіоні був настільки ендемічним, що гвардії було важко повністю його викорінити. Ще в 1884 році один мандрівник того часу повідомив, що воно все ще існує в місті Малага та його околицях:
Улюблений і оригінальний спосіб розбійника з Малагеньо — тихенько підкратися до жертви, заховати її голову й руки в плащ, а потім позбавити її цінностей. Якщо він чинить опір, йому миттєво витравляють нутрощі спритним поштовхом ножа... [Іспанський розбійник] носить велику кількість амулетів і талісманів... усі безсумнівно ефективні проти кинджала ворога чи рушниці цивільної гвардії.

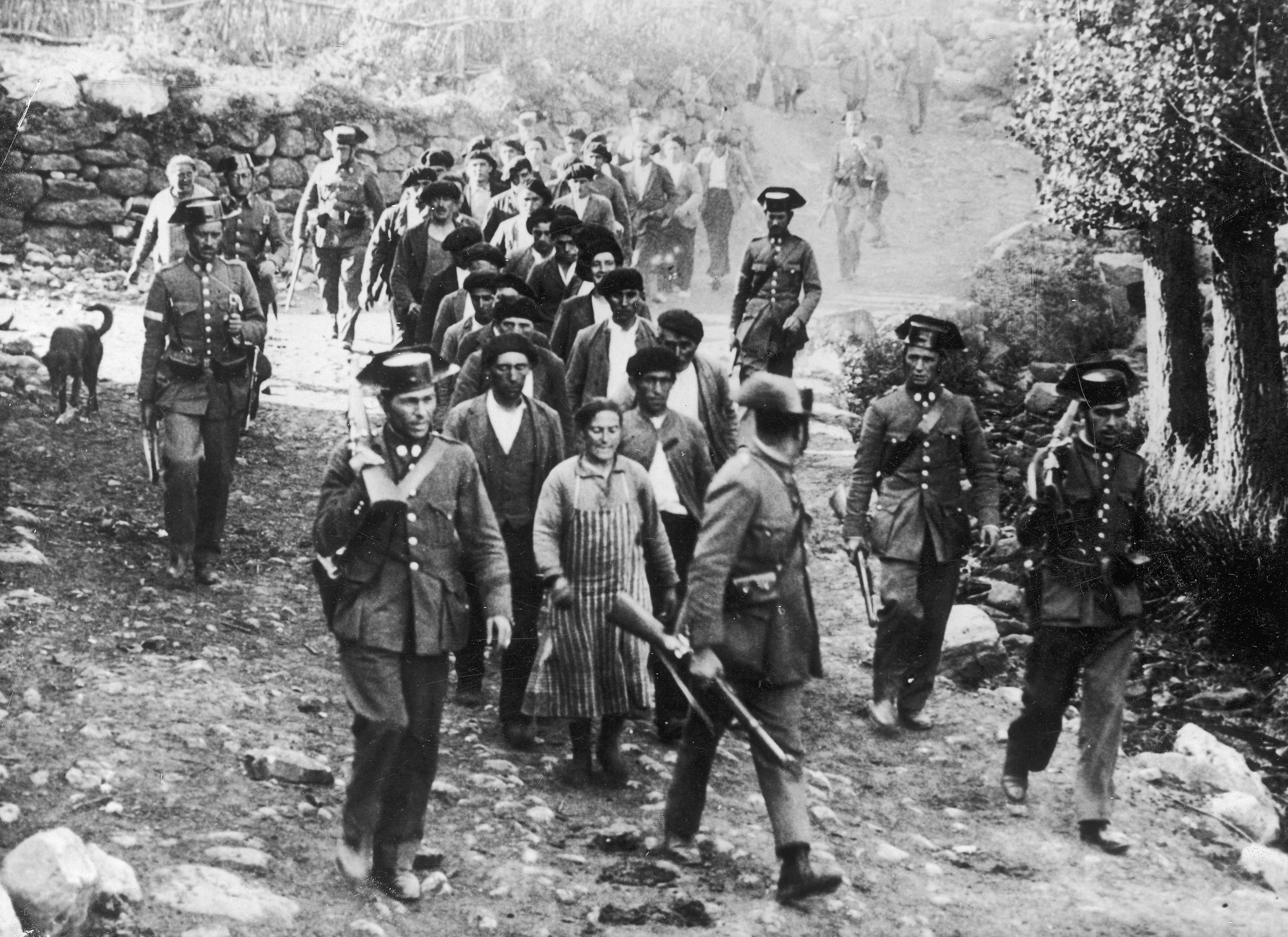
Колона Guardias Civiles під час Астурійської революції 1934 року, Браньосера

Цивільна гвардія також отримала політичне завдання відновити та підтримувати власність на землю та рабство серед селян Іспанії королем, який бажав зупинити поширення антимонархічних рухів, натхненних Французькою революцією. Кінець Першої карлістської війни в поєднанні з нерівним розподілом землі, який став результатом першої Desamortización прем’єр-міністра Хуана Альвареса Мендісабаля (1836–1837), залишив іспанський ландшафт ураженим руйнуванням громадянської війни та соціальних заворушень, а уряд був змушений вжити рішучих дій для придушення стихійних виступів неспокійного селянства. На основі моделі легкої піхоти, яку Наполеон використовував у своїх європейських кампаніях, Guardia Civil була перетворена на військову силу високої мобільності, яку можна було розгорнути незалежно від несприятливих умов, здатну патрулювати та заспокоювати великі райони сільської місцевості. Його члени, які називаються «гардіями», до цього дня утримують основний патрульний підрозділ, сформований із двох агентів, зазвичай званих «пареджа» (пара), у яких один із «гардіа» ініціюватиме втручання, а другий «гардія» служить резервним для першого. За монархії до 1931 року відносини між Гітаносом  були особливо напруженими.

## Озброєння

### Вогнепальна зброя
- Heckler & Koch USP Compact 9×19 мм (з 2020 року): пістолети USP були обрані між 2018 і 2019 роками, але випуск не розпочнеться раніше 2020 року, і може знадобитися до 2022 року, щоб випустити 12 000 пістолетів USP. [11]
- Beretta 92 9×19 мм (поступово знято з виробництва H&K USP Compact)
- Heckler & Koch MP5 9×19 мм
- Heckler & Koch G36 5,56×45 мм
- Heckler & Koch HK33 5,56×45 мм
- Гвинтівка CETME калібру 7,62×51 мм

### Літаки
- CASA CN 235
- INDRA P2006T

### Гелікоптери
- MBB BÖ-105
- MBB/Kawasaki BK-117
- Airbus H-135
- Airbus H-365 Dauphin II